# Anger 57

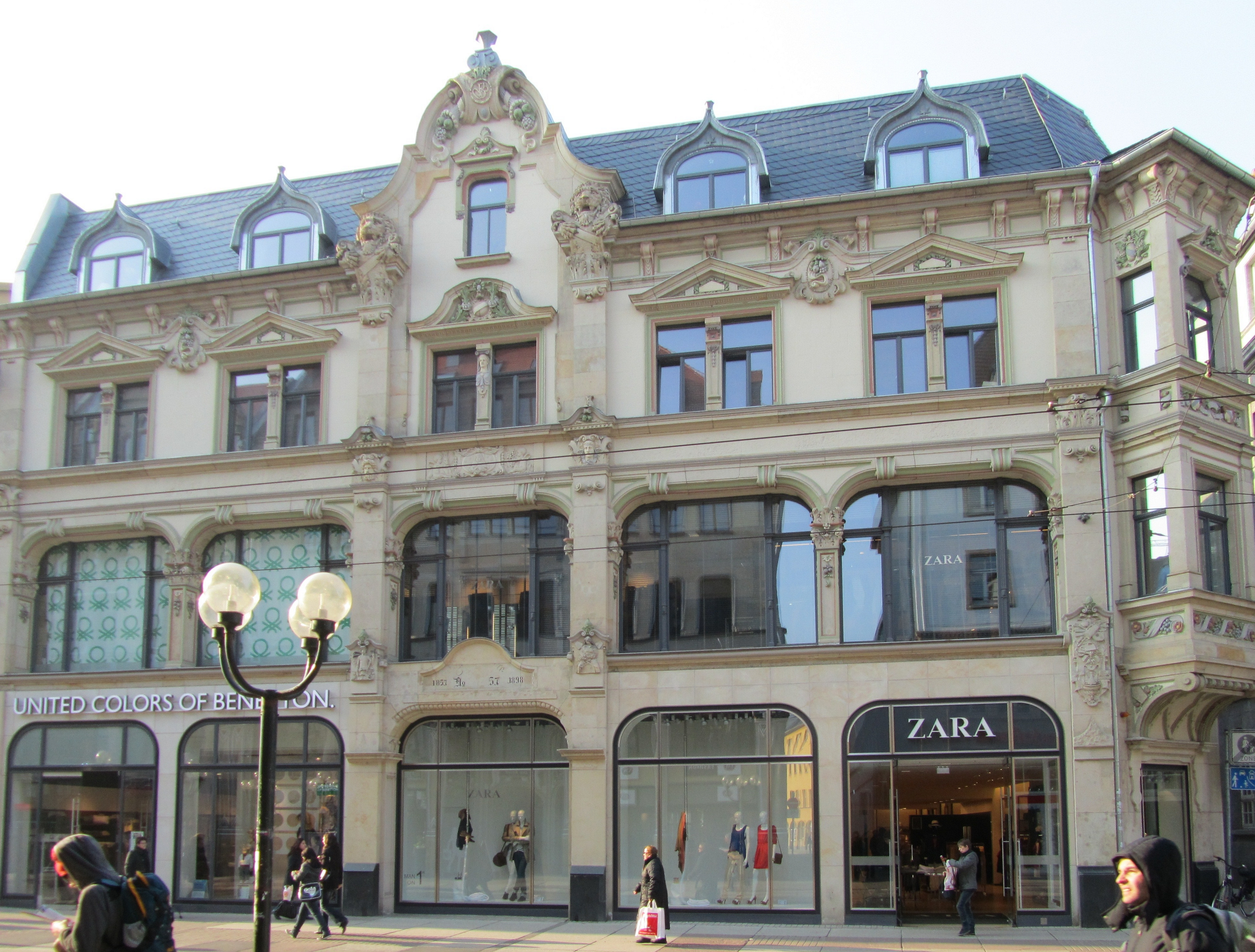
Erfurt, Anger 57 nach der Sanierung (2011)

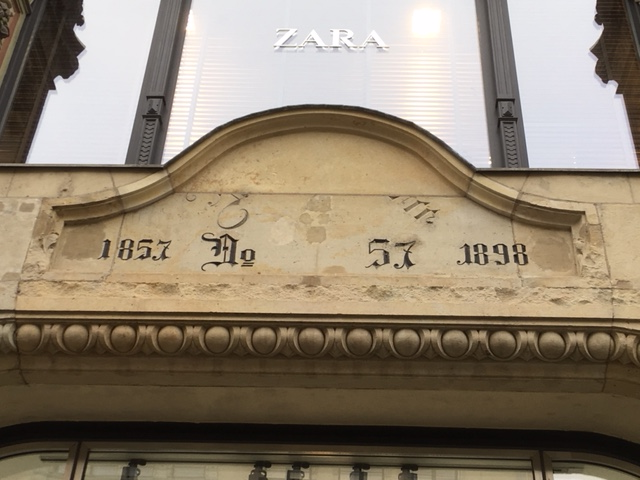
Teilrenovierter Türsturz (2018)

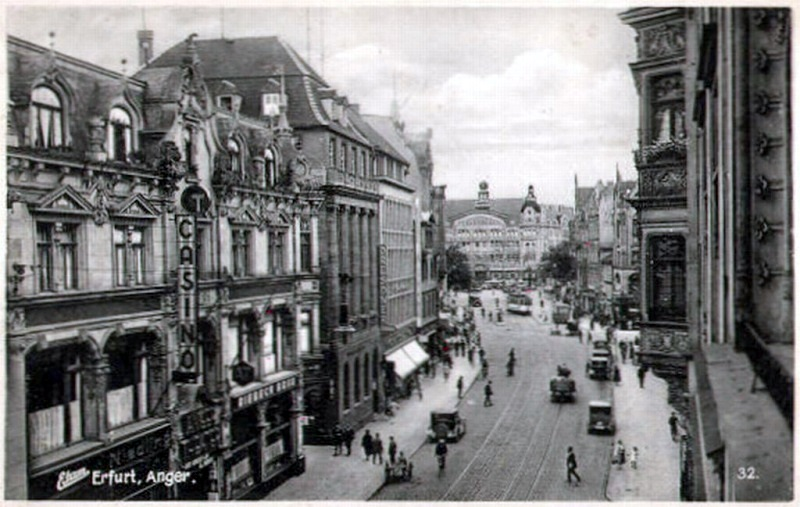
Anger 57 in den 20er Jahren

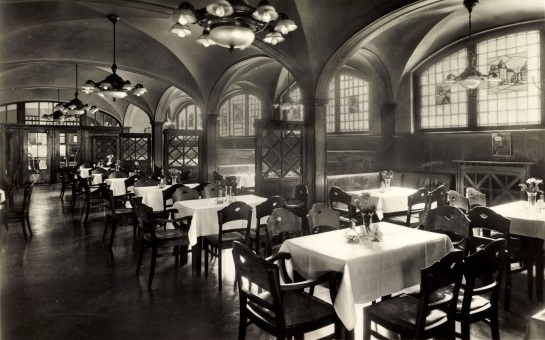
Brauereigaststätte

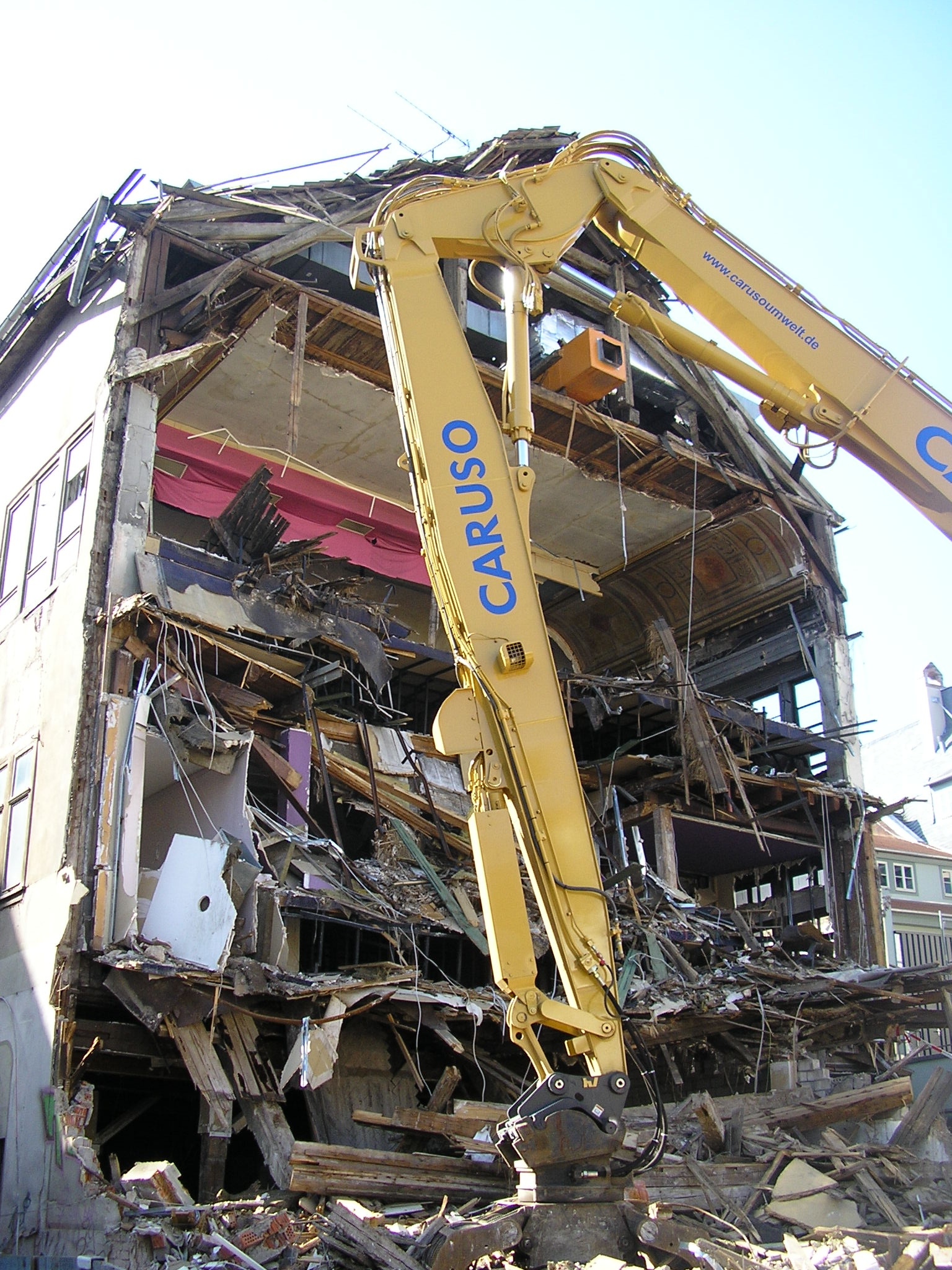
Erfurt Anger 57, Abbruch des historischen Saales 2006

Anger 57 bezeichnet einen 1857/98 erbauten Wohn- und Geschäftshauskomplex am Anger im Zentrum von Erfurt.

## Geschichte
1857 entstand zunächst ein Vorgängerbau. Ihm wurde rückwärtig ein großer Festsaal in Fachwerkkonstruktion angebaut, der mit einer reichen dekorativ Ausmalung geschmückt war. Dies lässt auch schon zu dieser Zeit eine gastronomische Nutzung des Vorderhauses vermuten.
1898 wurde das Vorderhaus abgebrochen und durch das noch heute bestehende dreigeschossige Wohn- und Geschäftshaus ersetzt. Die repräsentative Sandsteinfassade bekam fünf Fensterachsen zur Straße und einen Erker an der Ecke. Die großen Schaufenster im Erdgeschoss wiederholten sich im ersten Obergeschoss, wodurch das Haus einen Kaufhauscharakter bekam. Das zweite Obergeschoss darüber bekam fünf gekoppelte Fensterpaare in den jeweiligen Achsen der Schaufenster. Das Dach wurde als Mansarddach mit geschweiften Dachgauben und einem Zwerchhaus versehen. Die Fassade wurde sehr aufwändig aus Werkstein hergestellt und im eklektizistischen Stil der Zeit plastisch gestaltet, wobei Formen der Renaissance und des Barock überwogen. Ursprünglich befand sich der Haupteingang in der Mitte und wurde durch ein Giebelornament mit Inschrift betont.
Vor dem Ersten Weltkrieg befand sich die Gaststätte Spaten-Bräu im Anger 57, in der das gleichnamige bayrische Bier ausgeschenkt wurde, und wo sich am 30. März 1908 erstmal die später als Geschichtskränzchen bekannte Wissenschaftliche Vereinigung der Erfurter Geschichtsfreunde des Vereins für die Geschichte und Altertumskunde von Erfurt zusammenfand. Danach wurde die Gaststätte von der Riebeck-Brauerei unter dem Namen Gaststätte „Riebeck Bräu“ betrieben.
1920 erwarb Julius Ritter aus Halle an der Saale den Gebäudekomplex und ließ den Festsaal, der zuvor schon für Filmvorführungen genutzt worden war, zum Kino mit dem Namen Anger-Theater umbauen. Mit 900 Sitzplätzen war es damals das größte Kino in Erfurt und wurde 1924 auf 1000 Plätze erweitert. Kurz danach erwarb Karl Liebrich, der u. a. mit dem 1200 Sitzplätze großen Alhambra-Kino in der Johannesstraße der mächtigste Kinobetreiber Erfurts geworden war, das Angertheater. 1930 folgte wieder Julius Ritter und 1938 bis zum Zweiten Weltkrieg war Liebrichs ehemaliger Partner Gustav Schneider der Betreiber. Während der Zeit der DDR-Diktatur wurde das Kino zunächst als Anger-Theater, dann als Filmtheater am Anger bzw. Kino am Anger weitergeführt. 1974 war Gabriele Regenstein Theaterleiterin. Am 6. Februar 1986 gab es einen Dachstuhlbrand.
Nach der Wende wurden im Vorderhaus Geschäftsräume und gastronomische Betriebe, u. a. eine Filiale der Restaurantkette Nordsee, eingerichtet. Für das Kino erfolgte 1991 die Gründung einer Filmtheater Betriebs-GmbH, die 1992 von der Kinoabspielstätte GmbH 2000 (Eigentümer: Familie Kieft) aus Lübeck erworben wurde. Der große Saal wurde durch Kieft zunächst zu einem Schachtelkino mit vier Sälen und 1026 Plätzen umgebaut. 1993/94 wurde der nun Anger Filmpalast genannte Betrieb durch einen weiteren Umbau auf 1295 Plätze in sieben Sälen erweitert. Nach Fertigstellung eines neuen Cinestar-Multiplexkinos in einem Neubau am Hirschlachufer wurde der Anger-Filmpalast 2001 geschlossen.
2005–06 wurde der gesamte Gebäudekomplex Anger 57 für fünf Millionen Euro durchgreifend als Wohn-Geschäftshaus umgebaut und saniert. Dabei wurde der historische Charakter der – bereits zuvor durch Umbauten und Werbeanlagen gestörten – Erdgeschossfassade durch die Schließung des historischen Mitteleingangs als Schaufenster und durch die einer historischen Grundlage entbehrenden Vorblendung von Sandsteinverkleidungen an den Pfeilern verändert. Der ehemalige Kinosaal wurde komplett abgebrochen und durch einen neuen Anbau mit Handelsflächen ersetzt. Im Vorderhaus entstanden Filialen der Modeketten Benetton und Zara, im Hinterhaus Filialen der Ketten KiK und Pfennigpfeiffer.